# 낯선
낯선 (Nassun, 본명: 백명훈, 1983년 2월 4일 ~ )은 대한민국의 래퍼이다. 서울에서 출생하여 어린 시절 일본 도쿄에서 자랐으며, 중학교 입학과 동시에 충청북도 청주에서 생활하였다.
고등학교 3학년 시절인 2000년 K-caro(케이카로)라는 2인조 힙합 그룹을 통하여 언더그라운드에 데뷔하였다. 이후 대전의 클럽 아폴로에서 공연활동을 하던 중 그룹 해체 후 낯선이라는 이름으로 솔로를 준비하였다. 45RPM, 레드락 등의 음반에 자작곡을 수록하였으며 KBS 드라마 《쾌도 홍길동 OST》, 힙합 프로듀서 PE2NY(페니)의 앨범에 참여하기도 하였다. 최근 이효리 3집 앨범 《It's Hyorish》의 타이틀곡인 〈U-Go-Girl〉에 피쳐링으로 참여하고 각종 무대에 함께 서면서 대중에게 이름을 알렸으며, 2008년 10월 1일 자신의 첫 싱글 음반(타이틀곡 - 괜찮아)을 발매하였다. 최근 K.A.R.D의 데뷔 앨범부터 현재까지 프로듀서로 참여했다.

## 대표작

### 음반
- 싱글 앨범 《괜찮아》
- KBS 드라마 《쾌도 홍길동 OST》
- [2009] 디지털 싱글 낯선의 해피페이스 (Happyface)
- [2009] 디지털 싱글 Rap zombie (Feat. Bigtone) 발매
- [2010] E-Tribe Project Album (Feat. 현아) 발매
- [2010] O-IWI-O (Feat. 지오) 발매
- [2010] 정규 1집《Nassunova》발매

## 도움을 준 노래
- KARD  - Ride on the wind
- KARD  - Hola Hola
- KARD - Don't Recall
- KARD  - Oh Na na
- KARD - You In Me
- V.O.S - 반대로만 살자
- 투나이스 - 왜 이래 (He Said)
- Street Digger - 뷰티풀 데이 (Beautiful Day)
- 선우 - Blue Moon
- 김소리 - Baby Boy
- 해피페이스 - 잘가
- 루드페이퍼 (RUDE PAPER) - All Together Now
- EJ Show - U Can't Stop (Keep On Moving)
- DYNAMITE - 82People
- VON - 007 사용설명서
- LPG - Lucky Girl
- 김정은 - I Like A Choco (SBS '김정은의 초콜릿' 주제곡)
- 서인영 - Magical Radio (Elly Mhz.)
- Dopesun & Logics - Ring-Ding (어둠에서 빛)
- 유병열 - Love Tension
- Kikaflo - Rap Zombie 2
- 란 - 니가 없는 나의 하루는
- 달샤벳 -  다가와봐
- 투윤 (포미닛) - Black Swan
- LEO KEKOA - 황혼에서 새벽까지 2탄, Jammin' Jammin', Old School 2 New Skool
- 태군 - 슈퍼스타
- 강성훈 - 커플
- 쥬얼리 - Rally
- M To M - 1004 (너는 내 운명 2)
- 일락 - 개미의 꿈
- The Musium - 사랑보다 낯선 (Hosted by Leo Kekoa, 낯선, Feat. 유미, 김태훈)
- 룸메이트(RoomMate) - 판타지 (vocal 퍼플로지 & 낯선)
- Ignite - 사랑은 왜 언제나 (Feat. 김지영, 낯선)
- 페니 - I Guess
- 45RPM - Bring Back
- 레드락 - 알 수 없는 음악가
- 이효리 - U-Go-Girl, P.P.P